# Musée du château d'York
Le musée du château d'York (York Castle Museum) est un musée situé dans le Yorkshire du Nord en Angleterre.

## Présentation
Le musée a ouvert en 1938 dans l'ancienne prison du château d'York, juste en face de la tour de Clifford. Les collections sont réparties en trois départements: histoire sociale et économique, industrie textile et vêtements et histoire militaire.